# Prawo do sądu
Prawo do sądu – jedna z fundamentalnych zasad państwa prawa. Traktowana jest i jako dyrektywa tworzenia prawa skierowana do ustawodawcy, i jako publiczne prawo podmiotowe jednostki wobec państwa.
W Polsce znajduje uregulowanie w Konstytucji (art. 45 ust. 1).